# لوكاس سيلفيرا
لوكاس سيلفيرا (بالبرتغالية: Lucas Silveira‏) هو عازف بيانو ومغني برازيلي، ولد في 1 ديسمبر 1983 في فورتاليزا في البرازيل.